# Klipptempel
Klipptempel eller grottempel, i klippan uthuggna rum för gudstjänstsfirande, står både till ändamål och utförande i nära relation till de så kallade klippgravarna. Särskilt är detta fallet inom den egyptiska kulturen. 
Klipptempel anträffas utmed Nilen, vid Abu Simbel och ett vid Girscheh i Nubien. På de förra pryds fasaden med utmejslade kolossalstoder; det senare har en fritt tillbyggd förgård. Det inre utgörs av väldiga, ur klippan uthuggna, salar med pelare och kolossalstoder samt smärre rum.
Klipptemplens egentliga land är dock Indien, där de förekommer i stort antal och av flera olika typer. En grupp utgörs av de så kallade vihara, ett slags klosteranläggningar i form av grottor med ett större rum för den gemensamma gudstjänsten och celler för de buddhistiska munkarna, för övrigt sinsemellan tämligen olika till grundplanen. De så kallade chaitya bildar en annan grupp. Till ändamål och grundplan liknar de till viss del de kristna kyrkorna med förhall, treskeppigt långhus, kor-rundel och på altarets plats en relikgömma (stupa). Imiterade tunnvalv och kolonner av mycket växlande former förekommer. Typen tillhör både den buddhistiska och den hinduiska tiden, i senare fallet med bilder av hinduiska gudomligheter. 
Det mest storartade templet av denna art är beläget i Karli, om vilket en över ingången befintlig inskrift från första århundradet f.Kr. säger, att det är oöverträffat. Till de äldre och viktigare hör klipptemplen från Ajantagrottorna nordöst om Karli i de berg, som skiljer Deccans högland från Taptidalen. Där förekommer målningar behandlande Buddhas liv. Senare är de vid Kanheri på ön Salsette norr om Bombay, 109 till antalet. De största och i arkitektoniskt hänseende viktigaste är klipptemplen från Ellora, av vilka de äldsta går tillbaka till buddhistisk tid; men de största är av hinduiskt ursprung. Till dessa hör de fristående klipptemplen, uthuggna så att säga ur ett enda stycke samt omgivna av ur berget uthuggna gårdar och pelarhallar. 
Höjdpunkten av denna stil är uppnådd i det berömda Kailasa-templet med skulpturer av shivaitiska gudomligheter och scener ur de båda stora nationaleposen Mahabharata och Ramayana. Till något senare tid, förmodligen 700-800-talet e.Kr., hör klipptemplen på Elephanta, en ö vid Bombay. Ännu senare är jaina-templen från 700–1500 e.Kr.